# Humphry Sibthorp
Humphry Waldo Sibthorp, född 1713, död den 1 augusti 1797, var en brittisk botanist. 
Efter Johann Jacob Dillenius död blev Sibthorp Sherardiansk professor i botanik vid universitetet i Oxford från 1747 till 1783.  Han påbörjade katalogen över växterna i universitets botaniska trädgård, Catalogus Plantarum Horti Botanici Oxoniensis. Hans yngste son var den välkände botanisten John Sibthorp, som efterträdde fadern som professor och som fortsatte Catalogus Plantarum. Växtsläktet Sibthorpia inom familjen grobladsväxter är uppkallat efter Humphry Sibthorp. Auktorsnamnet H.Sibth. kan användas för Humphry Sibthorp i samband med ett vetenskapligt namn inom botaniken; se Wikipediaartiklar som länkar till auktorsnamnet.